# Adevildo De Marchi
Adevildo De Marchi (Genova, 16 marzo 1894 – Genova, 20 maggio 1965) è stato un calciatore italiano, di ruolo attaccante.

## Biografia
Nato a Genova, è noto anche come De Marchi II per distinguerlo dal fratello Cesare De Marchi, centromediano dell'Andrea Doria.

## Carriera

### Club
Cresciuto nella Società Ginnastica Andrea Doria, esordisce nella stagione 1919-1920 conquistando anche la Nazionale italiana, venendo convocato alle Olimpiadi di Anversa.
Nel 1921 passa al Genoa, club per il quale scende in campo solo una volta nella vittoria casalinga contro il Padova per 7 a 1 del 9 aprile 1922.
Gli anni successivi gioca in squadre minori genovesi, come il Sarzano.

### Nazionale
De Marchi fu tra i convocati a disputare il torneo di calcio alle Olimpiadi di Anversa nel 1920.
L'unico incontro che disputò fu la semifinale del torneo di consolazione contro la Spagna, che terminò 2 a 0 a favore degli iberici.

## Statistiche

### Cronologia presenze e reti in Nazionale
| Cronologia completa delle presenze e delle reti in nazionale ― Italia | Cronologia completa delle presenze e delle reti in nazionale ― Italia | Cronologia completa delle presenze e delle reti in nazionale ― Italia | Cronologia completa delle presenze e delle reti in nazionale ― Italia | Cronologia completa delle presenze e delle reti in nazionale ― Italia | Cronologia completa delle presenze e delle reti in nazionale ― Italia | Cronologia completa delle presenze e delle reti in nazionale ― Italia | Cronologia completa delle presenze e delle reti in nazionale ― Italia |
| Data                                                                  | Città                                                                 | In casa                                                               | Risultato                                                             | Ospiti                                                                | Competizione                                                          | Reti                                                                  | Note                                                                  |
| --------------------------------------------------------------------- | --------------------------------------------------------------------- | --------------------------------------------------------------------- | --------------------------------------------------------------------- | --------------------------------------------------------------------- | --------------------------------------------------------------------- | --------------------------------------------------------------------- | --------------------------------------------------------------------- |
| 02/09/1920                                                            | Anversa                                                               | Spagna                                                                | 2 – 0                                                                 | Italia                                                                | Olimpiadi 1920                                                        | -                                                                     |                                                                       |
| Totale                                                                |                                                                       | Presenze                                                              | 1                                                                     |                                                                       | Reti                                                                  | 0                                                                     |                                                                       |